# Klenotnice (pokladnice)

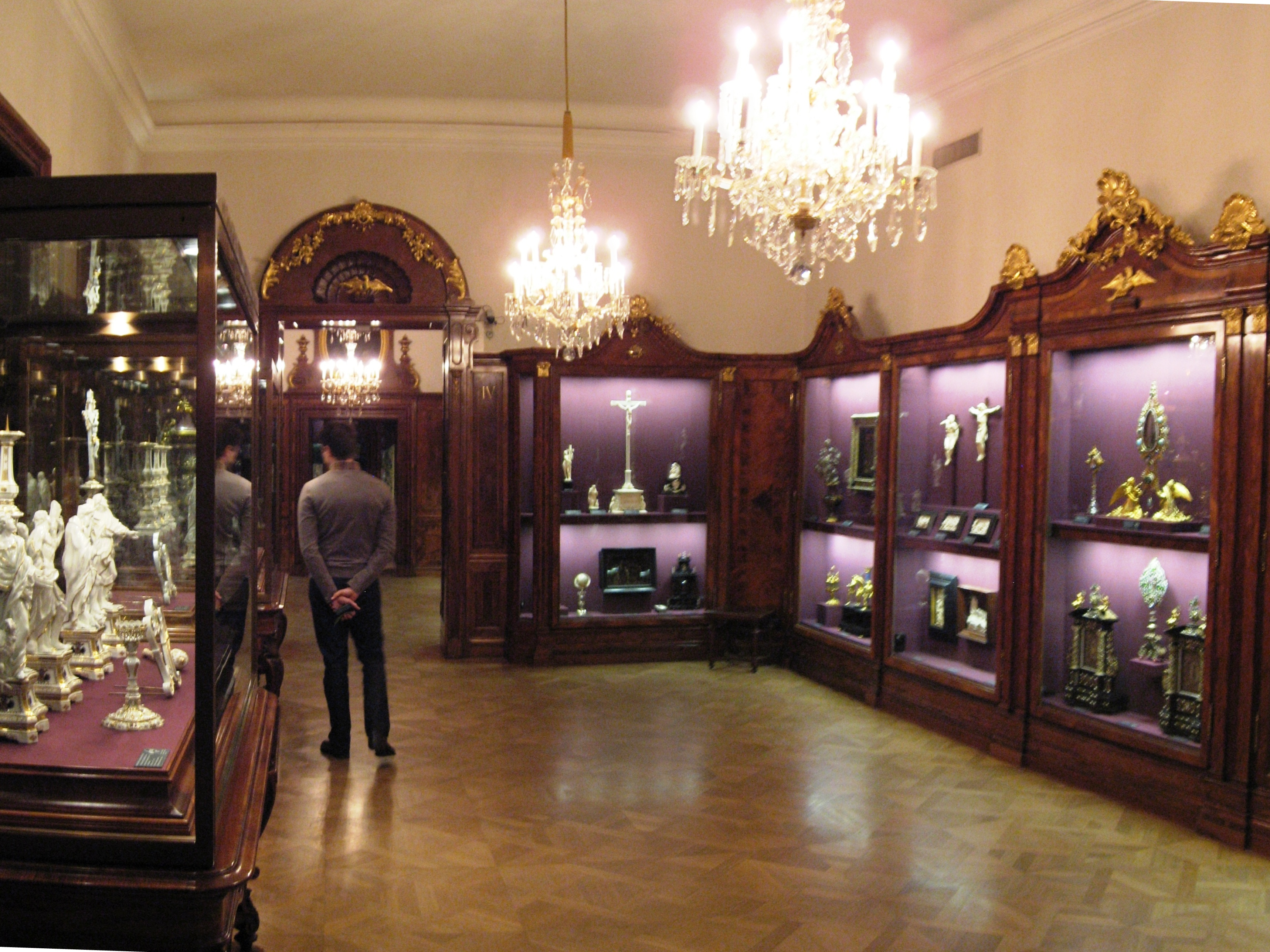
Klenotnice ve vídeňském Hofburgu

Klenotnice je termín pro prostory, ve kterých jsou uschovány státní nebo církevní klenoty. Ve starověku byly klenoty uchovávány v domech, tzv. thesaurech, z nichž pochází i slovo trezor.  Klenotnice bývaly v palácích nebo pevnostech, dokud jejich funkci nepřevzaly trezory nebo prostory s trezory v bankách. Původně byl v těchto klenotnicích nesystematicky shromažďován všechen majetek knížat. Počínaje 15. stoletím se písemnosti v knihovnách a archivech začaly třídit. Od poloviny 16. století byla umělecká díla považována za samostatná a nezávislá. Vznikaly první kabinety kuriozit. K přísnému oddělení uměleckých děl od cenností však došlo až v 18. století. Muzea dnes často nazývají místnost s nejcennějšími kousky jako pokladnici nebo klenotnici.
V kostelech a klášterech byly běžné klenotnice, ve kterých se shromážděné poklady po staletí uchovávaly a později se vystavovaly v muzeu. Výstavní prostory pro umělecké poklady katedrál se dodnes nazývají katedrální klenotnice, v klášterních kostelech jako klášterní klenotnice.
Klenotnice je v mnoha pohádkách a legendách místo, ve kterém se nachází poklad. Ten se skládá převážně z drahých drahokamů, perel, zlata a stříbra. Jedna ze známých klenotnic v literatuře je v jeskyni, kde ji objevil Ali Baba.

## Příklady klenotnic
- Drážďany: Grünes Gewölbe s poklady saských kurfiřtů a králů z rodu Wettinů
- Klenotnice katedrály v Essenu, s poklady otonské doby
- Klenotnice katedrály svatého Petra (Kolín nad Rýnem).Vystavuje cenné předměty, roucha a nálezy od 4. do 20. století
- Klenotnice v Královské rezidenci Mnichov („Münchner Residenz") s poklady bavorských Witelsbachů
- Císařská klenotnice ve Vídni, ve které jsou korunovační klenoty Svaté říše římské a korunovační klenoty Rakouského císařství

- Klenotnice katedrály v Bolzanu
- Jewel House (britská pokladnice) v Tower of London s briskými korunovačními klenoty
- Schatzkammer Liechtenstein
- Klenotnice v paláci Topkapi – Turecko